# 오나 그라우어
오나 그라우어(Ona Grauer, 1978년 2월 24일 ~ )는 멕시코 출신의 캐나다 배우이다.
멕시코시티에서 태어났다.

## 출연 작품
- 30년만의 재회 (2019년)
- 엘리시움 (2013년)
- 슈퍼스톰 (2012년) - 에마 피터슨 역
- SGU 스타게이트 유니버스 (2009년)
- Encounter with Danger (2009)
- 예티: 눈 악마의 저주 (2008년)
- 파이어월 (2006년)
- 레이디스 나잇 (2005년)
- 어론 인 더 다크 (2005년)
- 딥 이블 (2004년)
- 캣우먼 (2004년)
- 하우스 오브 더 데드 (2003년) - 앨리시아 역
- 크리스마스 시크릿 (2000년)
- 대통령을 죽여라 (2000년)

### 텔레비전
- 리지 맥과이어 (2003년)
- 브이 1 (2009년) - 케리 역
- 브이 2
- 컬트
- 더 브릿지